# Episodi di Kostas
La prima stagione della serie televisiva Kostas, composta da 8 episodi, è stata trasmessa in prima visione su Rai 1 dal 12 settembre al 3 ottobre 2024 con due episodi alla volta in quattro prime serate.
| nº | Titolo     | Prima TV          |
| -- | ---------- | ----------------- |
| 1  | Episodio 1 | 12 settembre 2024 |
| 2  | Episodio 2 | 12 settembre 2024 |
| 3  | Episodio 3 | 19 settembre 2024 |
| 4  | Episodio 4 | 19 settembre 2024 |
| 5  | Episodio 5 | 26 settembre 2024 |
| 6  | Episodio 6 | 26 settembre 2024 |
| 7  | Episodio 7 | 3 ottobre 2024    |
| 8  | Episodio 8 | 3 ottobre 2024    |

## Episodio 1
- Diretto da: Milena Cocozza
- Scritto da: Salvatore De Mola, con la collaborazione di Valentina Alferj

### Trama
Kostas Charitos, capo della omicidi di Atene, è a pranzo con la famiglia quando viene avvisato del ritrovamento di alcuni resti sulla spiaggia ma risalire all'identità del morto non sarà affatto facile. In parallelo viene chiamato a indagare dapprima sulla morte di due albanesi e poi su quella della giornalista Ghianna Karaghiorghi, uccisa in casa prima che potesse rendere pubblico un suo scoop.
- Altri interpreti: Denis Fasolo (Sotiropolos), Beatrice Schiros (Ghianna Karaghiorghi), David Sebasti (Thanasis), Pietro Nakos (Sotiris Kolagoglu), Emanuela Fresi (responsabile della casa di cura).
- Ascolti: telespettatori 3 807 000 – share 21,60%[2].

## Episodio 2
- Diretto da: Milena Cocozza
- Scritto da: Salvatore De Mola, con la collaborazione di Valentina Alferj

### Trama
Kostas parla con la sorella e la nipote della giornalista: la giovane Anna gli consegna un dossier che le aveva affidato la zia poco prima di morire con la richiesta di farlo avere a lui se le fosse successo qualcosa. Kostas capisce quindi che Ghianna aveva scoperto un traffico di bambini dall'Albania che coinvolgeva un ricco imprenditore e un'educatrice figlia di un vecchio funzionario del Partito comunista greco. Tuttavia ad uccidere la giornalista si scopre essere stato Nasos Thanasis, agente della squadra di Kostas, poiché la donna non gli voleva far vedere la figlia che aveva avuto da lui diversi anni prima. Nel frattempo arriva la stampa con l'identikit dell'uomo i cui resti erano stati ritrovati sulla spiaggia.
- Altri interpreti: Beatrice Schiros (Ghianna Karagiorghi), David Sebasti (Nasos Thanasis), Clotilde Sabatino (Mina Donakaki), Nina Pons (Anna Andonakaki), Pietro Nakos (Sotiris Kolagoglu), Corrado Solari (Dimos Sovatzis), Roberta Procida (Heleni Dourou).
- Ascolti: telespettatori 2 780 000 – share 20,50%[2].

## Episodio 3
- Diretto da: Milena Cocozza
- Scritto da: Michela Straniero, con la collaborazione di Valentina Alferj

### Trama
Mentre sta cercando di risalire all'identità dell'uomo misterioso, Kostas viene chiamato a indagare sull'uccisione dell'imprenditore Costantinos Koustas per cui arriva ad arrestare Makis, il buttafuori del suo locale. Una sera Kostas si sente male in casa e sua moglie lo porta subito in ospedale.
- Altri interpreti: Stéphanie Capetanides (Nadia Lucic-Koustas), Yorgos Karamihos (Zenos Moraitis), Lorenzo Adorni (Makis Koustas).
- Ascolti: telespettatori 3 091 000 – share 18,60%[3].

## Episodio 4
- Diretto da: Milena Cocozza
- Scritto da: Michela Straniero, con la collaborazione di Valentina Alferj

### Trama
Kostas ha avuto un principio di infarto e viene salvato dal dottore che poi inizierà a frequentare sua figlia ma dopo poco decide di tornare a casa e di riprendere a lavorare. Il poliziotto non è convinto di aver risolto il caso ma il suo capo Ghikas gli intima di non continuare ad indagare poiché potrebbe essere coinvolto un potente ministro. Nel frattempo la sua squadra scopre che l'uomo della spiaggia è un arbitro di calcio di terza serie e riescono a collegare i due casi.
- Altri interpreti: Denis Fasolo (Sotiropolos), Stéphanie Capetanides (Nadia Lucic-Koustas), Lorenzo Adorni (Makis Koustas), Caterina Biasiol (Niki Koustas).
- Ascolti: telespettatori 3 091 000 – share 18,60%[3].

## Episodio 5
- Diretto da: Milena Cocozza
- Scritto da: Salvatore De Mola, con la collaborazione di Valentina Alferj

### Trama
L'arbitro Petroulias ha a che fare con una società che effettua sondaggi di popolarità politica dietro alla quale c'era Koustas, proprietario anche di una squadra di calcio. Da un archivio segreto di Koustas saltano fuori le foto del famoso ministro Ioannis Papagheorghiu con una ballerina (trovata morta per una presunta overdose) della discoteca di Koustas, il quale quindi ricattava il politico. Kostas fa visita al ministro che nega di avere a che fare con l'imprenditore; e per questo viene redarguito dal suo superiore Ghikas che inizialmente decide di sospenderlo dal servizio salvo poi tornare sui suoi passi dopo che in TV il giornalista Sotiropolos rende pubblica la notizia. Dalle registrazioni delle telecamere del porto si vede che Niki, la figlia di Koustas, aveva una relazione con Petroulias, il quale sarebbe stato ucciso dagli uomini dell'imprenditore. Kostas inizialmente sospetta che la ragazza possa essersi vendicata, ma poi è il fratello a confessare di aver eliminato oltre al padre anche la ballerina con cui aveva una storia e che sapeva troppo; quando tira fuori la propria pistola Kostas cerca di disarmarlo ma rimane ferito.
- Altri interpreti: Denis Fasolo (Sotiropolos), Lorenzo Adorni (Makis Koustas), Stéphanie Capetanides (Nadia Lucic-Koustas), Yorgos Karamihos (Zenos Moraitis), Fabio Fulco (Ioannis Papagheorghiu), Caterina Biasiol (Niki Koustas).
- Ascolti: telespettatori 2 792 000 – share 16,90%[4].

## Episodio 6
- Diretto da: Milena Cocozza
- Scritto da: Pier Paolo Piciarelli, con la collaborazione di Valentina Alferj

### Trama
Un mese dopo. Kostas è ancora in convalescenza sotto stretta osservanza della moglie e una sera vede l'imprenditore Iason Favieros uccidersi in diretta televisiva. Kostas, parlando con Lambros Zisis, vecchio amico del padre, ricorda che aveva preso parte alle manifestazione studentesca contro il regime militare nel 1973 diventando poi un importante imprenditore. Un'organizzazione terroristica denominata "Filippo il macedone" rivendica l'atto e così quando Kostas rientra in servizio inizia a indagare con l'aiuto della sola Klio, la segretaria del suo capo, poiché ufficialmente le indagini le porta avanti Stellas, il suo sostituto arrivato dall'antiterrorismo su volontà del ministro dell'interno Papagheorghiu. Nel frattempo i terroristi rivendicano l'assassinio di due operai kurdi che lavoravano per Favieros; Stellas però bolla il caso come attentato mafioso. Poco dopo anche Lukas Stefanakos, un deputato di sinistra, si toglie la vita in TV.
- Altri interpreti: Denis Fasolo (Sotiropolos), Daniela Scarlatti (Koralia Iannelli), Fabio Fulco (Ioannis Papagheorghiu), Federico Pacifici (Iason Favieros), Paolo Lorimer (Dzamanis), Pino Calabrese (Lukas Stefanakos), Diego Carli (capo cantiere).
- Ascolti: telespettatori 2 792 000 – share 16,90%[4].

## Episodio 7
- Diretto da: Milena Cocozza
- Scritto da: Pier Paolo Piciarelli, con la collaborazione di Valentina Alferj

### Trama
Stefanakos era un politico di sinistra amico di Favieros e come lui aveva preso parte alle proteste contro il regime nel 1973; anche il suo suicidio viene rivendicato dai terroristi. Klio scopre che Favieros comprava immobili a prezzi bassi per poi rivenderli al doppio a diversi suoi operai. Il giornalista Sotiropolos scopre che la moglie di Stefanakos e quella di Favieros sono socie. Stellas arresta diversi terroristi dell'organizzazione e ciò complica le cose per Kostas. Minas Logaras, l'irreperibile autore della biografia di Favieros e di Stefanakos, fa avere a Kostas la bozza di quella di Apostolos Vakirtzis: il poliziotto capisce che sta per suicidarsi una terza persona e, giunto in fretta e furia a casa dell'uomo, riesce a salvarlo dalle fiamme gettandosi con lui nella piscina.
- Altri interpreti: Denis Fasolo (Sotiropolos), Daniela Scarlatti (Koralia Iannelli), Pino Calabrese (Lukas Stefanakos), Angelo Tanzi (notaio Kariophilis), Paolo Lorimer (Dzamanis), Leonidas Tsourmas (Apostolos Vakirtzis).
- Ascolti: telespettatori 2 779 000 – share 16,20%[5].

## Episodio 8
- Diretto da: Milena Cocozza
- Scritto da: Salvatore De Mola, con la collaborazione di Valentina Alferj

### Trama
Vakirtzis muore in ospedale e Kostas, dopo essere stato reintegrato e aver sfrattato Stellas, interroga a vuoto Demis, uno dei terroristi arrestati. Kostas e i suoi capiscono che i tre morti hanno a che fare con Athos Iannelli, ex rivoluzionario che si era suicidato negli anni settanta e padre della direttrice della banca di Favieros. Si scopre anche che quest'ultima aveva iniziato una relazione con un'ex ufficiale dell'ESA, tale Skoludis, che fu gambizzato nel 1978 da ignoti; nello scontro morirono anche due ragazzi innocenti. Il padre poi la rinnegò per essersi fidanzata con il suo torturatore. La Iannelli ammette di essere la misteriosa scrittrice delle biografie e di aver ricattato Favieros, Stefanakos e Vakirtzis spingendoli al suicidio.
- Altri interpreti: Denis Fasolo (Sotiropolos), Daniela Scarlatti (Koralia Iannelli), Fabio Fulco (Ioannis Papagheorghiu), Francesco Grifoni (Demis), Clementina Aliberti Peluso (compagna di Vakirtzis).
- Ascolti: telespettatori 2 779 000 – share 16,20%[5].